# Schlosskapelle St. Bartholomäus Burg

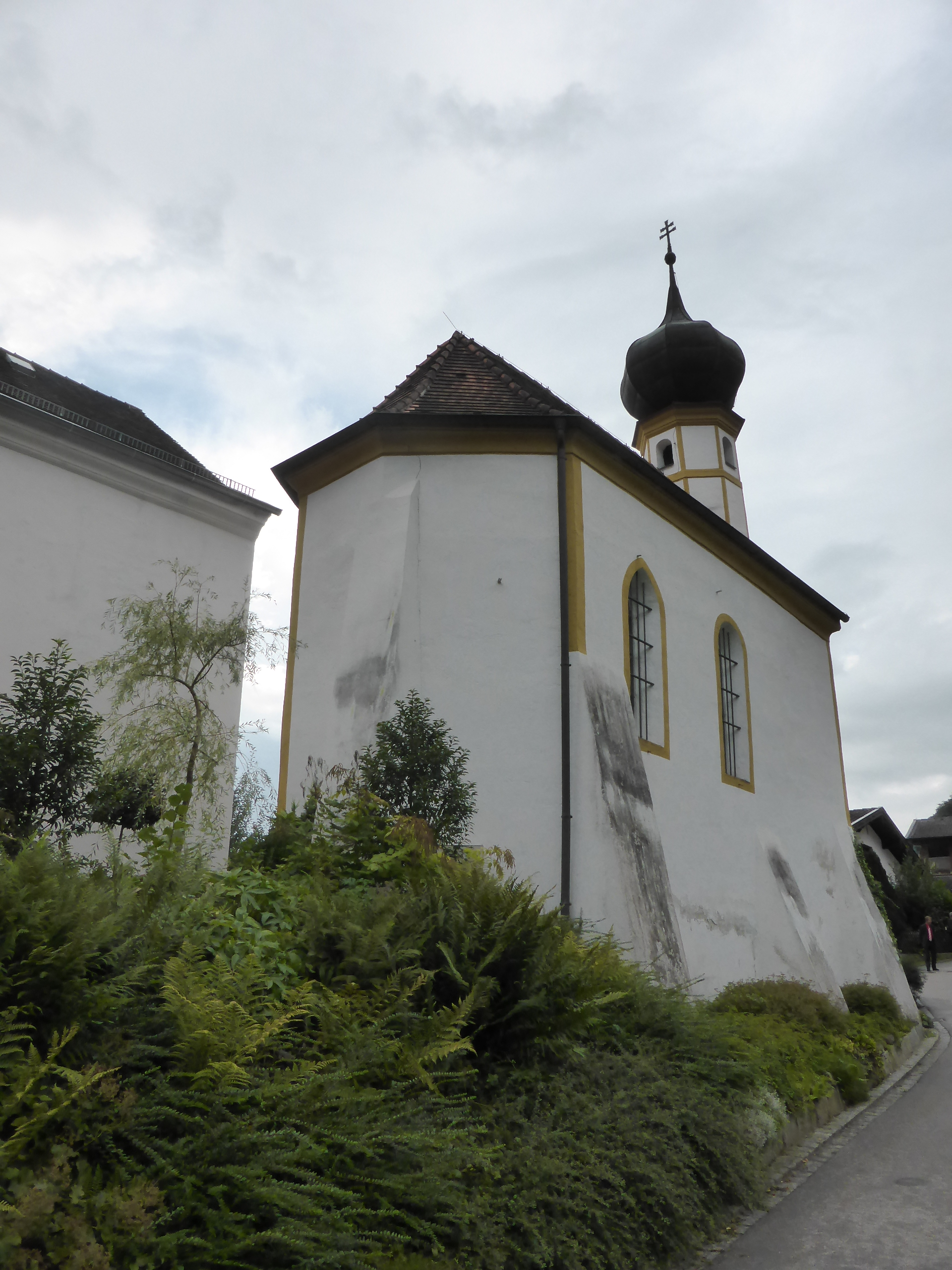
St. Bartholomäus

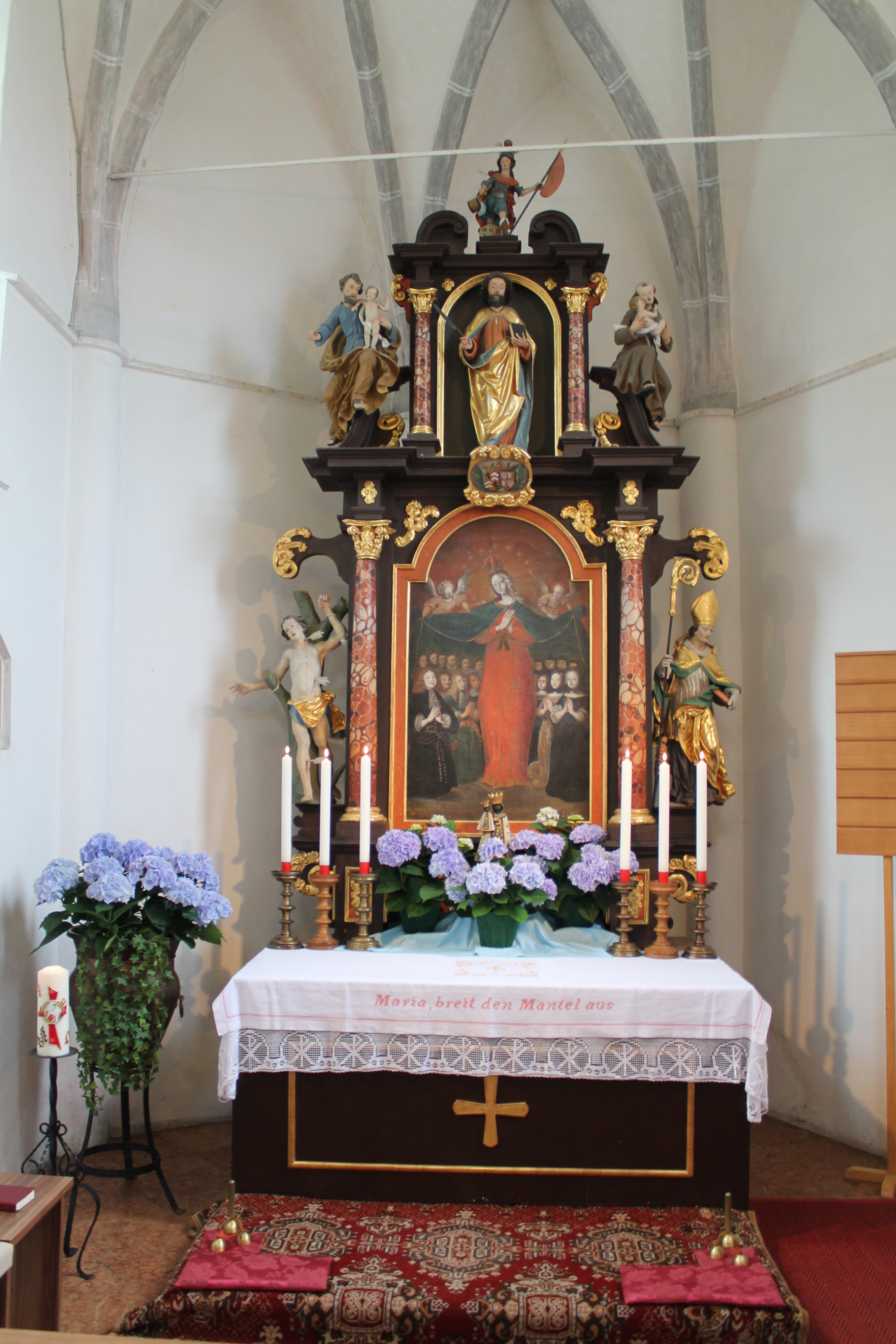
Hochaltar

Die Schlosskapelle St. Bartholomäus Burg liegt im zwei Kilometer östlich der Gemeinde Winhöring am Südabhang eines Bergwaldes gelegenen Ortsteil Burg.

## Bau
Im Jahr 1392 wurde von Hans Perger zu Waldberg der Edelsitz Burgfried gegründet.
Das erste Schloss Burgfried, bei welchem sich die Kapelle noch im inneren befand, wurde im Juni 1721 niedergerissen und an derselben Stelle ein kleineres Schloss und die externe Schlosskapelle errichtet. Dieses kleinere Anwesen samt Kapelle steht so noch heute und ist als Bau- und Bodendenkmal (Nr.: D-1-7742-0203 und D-1-71-137-23) geschützt.
Die heutige Schlosskapelle ist identisch mit der Burgkapelle des ersten Schlosses Burgfried von 1392. Beim Abbruch des alten Edelsitzes im Jahre 1721 ist die Kirche vermutlich durch Stehenlassen des Mauerwerks der Burgkapelle und Aufsetzen eines Daches mit Türmchen als separater Bau hergestellt worden. Die heutige Kirche war ursprünglich mit dem zweiten Schloss Burgfried fest verbunden und wurde in der heutigen Form in der ersten Hälfte des 16. Jahrhunderts auf den Grundmauern der ersten Burgkapelle errichtet.
Die Kapelle hat einen gotischen Grundriss, 2 Joche mit 5/8 Schluss und Netzgewölbe. Im Schiff befinden sich 4 Spitzbogenfenster. An der Westseite befindet sich über dem Portal ein Rundfenster.

## Altar
Im oberen Teil des Altares steht der Schutzpatron der Kirche, der Apostel Bartholomäus. Die Figur ist aus Holz und stammt aus dem Anfang des 16. Jahrhunderts. An der Spitze des Hochaltares steht der heilige Florian, Schutzpatron der Feuerwehren. Seitlich des Hochaltarbildes, einer Schutzmantelmadonna, stehen links der heilige Sebastian sowie rechts der heilige Erasmus. Links neben dem heiligen Bartholomäus sitzt der heilige Josef mit dem Jesuskind, rechts neben dem Kirchenpatron sitzt der heilige Antonius, ebenfalls mit Jesukind.

## Turm
Der Turm endet mit einer Zwiebelspitze aus Kupfer. Im Turm befinden sich zwei kleinere Glocken, welche noch per Hand mit Stricken geläutet werden können.
Koordinaten: 48° 15′ 55″ N, 12° 40′ 46″ O

## Eigentümer
Nachdem Hans Perger den Edelsitz erbaut hatte, wechselte das Schloss im Jahre 1440 in den Besitz der Edlen zu Trenbeck. Von diesem Zeitpunkt verblieb Burgfried ununterbrochen im Besitz der Familie bis zu deren Aussterben im Jahre 1637.
Daraufhin wechselte das Schloss des Öfteren den Besitzer, bis es Ignaz Graf zu Toerring-Jettenbach 1755 käuflich erwarb.
Seit 1966 ist die Kirche im Besitz der Pfarrei Winhöring.